# Psyrassaforma janzeni
Psyrassaforma janzeni là một loài bọ cánh cứng trong họ Cerambycidae. Loài này được Chemsak mô tả vào năm 1991.